# David Collins
David Collins, född den 12 oktober 1969 i Thousand Oaks, Kalifornien, är en amerikansk roddare.
Han tog OS-brons i lättvikts-fyra utan styrman i samband med de olympiska roddtävlingarna 1996 i Atlanta.